# Obóz Ovčara
Ovčara – były obóz przejściowy i miejsce masakry popełnionej na chorwackich jeńcach wojennych w listopadzie 1991. Obóz mieścił się w zespole budynków gospodarczych położonych 5 kilometrów na wschód od miasta Vukovar.

## Masakra w Vukovarze
Po upadku Vukovaru, chorwaccy cywile schronili się w miejskim szpitalu  wraz z tamtejszymi pacjentami i niektórymi obrońcami miasta. Ludzie przebywający w budynku wierzyli, że zostaną bezpiecznie ewakuowani pod nadzorem międzynarodowych obserwatorów. Armia serbska po dotarciu do szpitala przeprowadziła w nim chaotyczną ewakuację, podczas której serbscy żołnierze byli agresywni wobec przebywających w środku osób.  Około 400 mieszkańców szpitala zostało wywiezionych autobusami do obozu Ovcara, gdzie byli bici oraz okaleczani takimi przyrządami jak młoty i kije baseballowe. W wyniku bicia zmarło przynajmniej 2 mężczyzn. Końcowo więźniowie obozu zostali rozstrzelani i pochowani w masowym grobie w okolicach Grabova 20 listopada 1991. W masakrze brał udział także serbski burmistrz Vukovara, Slavko Dokmanović, który został za to postawiony przed trybunałem.